# Merkur (mitologija)
U rimskoj mitologiji, Merkur je bog trgovine i putovanja, glasnik bogova. Po njemu je ime dobio planet Merkur, i element merkurij. Pandan mu je u grčkoj mitologiji Hermes. Povezivan je s germanskim bogom rata, Wotanom. Merkurov hram bio je blizu brda Palatina, u Circus Maximusu.
Merkur je sin Jupitera, vrhovnog boga čiji je grčki pandan Zeus, i Maje, nimfe (u grčkoj mitologiji Maja je Atlantova kći). Merkur je imao slična obilježja kao i Hermes (u grčkoj mitologiji sin Zeusa i Maje). Merkur je tako nosio krilate sandale i kacigu, te glasnički štap, a ponekad i šešir protiv Sunca, što je bilo karakteristično Hermesu.

## Epiteti
- Mercurius Arvernus - keltski bog Arvernus zajedno s Merkurom.
- Mercurius Cissonius - kombinacija Merkura i keltskog boga Cissoniusa.
- Mercurius Esibraeus - Merkur zajedno s bogom Esibraeusom, štovan u Portugalu.
- Mercurius Gebrinus - Merkur zajedno s keltskim ili germanskim bogom Gebrinusom, štovan u Njemačkoj.
- Mercurius Mocus - kombinacija Merkura i Moccusa, povezan s lovom na vepra.
- Mercurius Visucius - kombinacija keltskog Visuciusa i Merkura, postoji i žensko božanstvo - Visucia.